# سونول (نبراسکا)
سونول(به انگلیسی: Sunol) شهری در ایالت نبراسکا کشور ایالات متحده آمریکا است که جمعیت آن در سرشماری سال ۲۰۱۰ میلادی، ۷۳ نفر بوده‌است.